# Bauhaus (Cappella-dal)
A Bauhaus című dal az olasz Cappella debütáló kislemeze az 1989-ben megjelent Helyom Halib című albumról. Az olasz Media Records a dalt már 1987-ben megjelentette, viszont a dalt inkább 1988-as megjelenésként jegyzik. A dal csupán az angol kislemezlista 60. helyéig jutott.
A dal samplerei Steve "Silk" Hurley Jack Your Body 1986-os dalából származnak, valamint az Extended verzióban a M.A.R.S.S. - Pump Up The Volume alapjait, illetve a Was (Not Was) Walk The Dinosaur című dalokból is vannak részletek.

## Megjelenések
7"  Svédország Beat Box – BB 7154
- A	Bauhaus	3:55
- B	Bauhaus (Another Version)	3:55